# Giovanni I d'Ungheria
Giovanni Zápolya, chiamato anche Szapolyai János in ungherese o Jan Zápolya in polacco (Castello di Spiš, 2 febbraio 1487 – Sebeș, 22 luglio 1540), voivoda di Transilvania dal 1511 e Re d'Ungheria fra il 1526 e il 1540 con il nome di Giovanni I.
Nacque dal conte Palatino István Zápolya e dalla principessa Hedvig di Cieszyn (Slesia). Dopo la morte di Luigi II capeggiò un gruppo di nobili ungheresi che, nel raduno degli aristocratici di Rákos, sostennero che nessuno straniero poteva ambire al trono d'Ungheria. Il pretendente straniero era l'arciduca d'Austria Ferdinando I d'Asburgo, cognato del defunto re e fratello dell'imperatore Carlo V. Giovanni fu incoronato l'11 novembre 1526 dalla maggior parte dei nobili ungheresi, che ritenevano che il dominio degli Asburgo, da tempo in guerra con i Valois, non avrebbe portato nessun aiuto nelle guerre contro gli Ottomani; anzi avrebbe potuto coinvolgerli in uno dei fronti di guerra in occidente. In dicembre Ferdinando fu incoronato a sua volta re di Boemia e l'anno successivo cercò di conquistare l'Ungheria, sconfiggendo Giovanni nella battaglia di Tokaj.
Questo conflitto diede l'occasione al magnifico Solimano per intervenire sconfiggendo gli Asburgo e saccheggiando la capitale ungherese Buda. Negli anni successivi cercò anche due volte di conquistare Vienna, nel 1529 e 1533. Poco dopo fu stabilita la spartizione dell'Ungheria, lasciando l'occidente agli Asburgo e l'oriente a Giovanni I, ormai diventato di fatto un vassallo della Sublime porta.
Nel 1538, con il trattato di Gran Varadino, Giovanni I e Ferdinando stabilirono di portare entrambi il titolo di re d'Ungheria, ma Giovanni, allora senza eredi, si impegnò a lasciare il suo regno a Ferdinando dopo la sua morte.

Il 23 febbraio 1539, però, sposò Isabella Jagellona, figlia del re di Polonia, che partorì un figlio poco prima della morte del marito; l'accordo con Ferdinando non fu quindi eseguito. Isabella assunse la reggenza, mentre il figlio venne eletto re con il titolo di Giovanni II d'Ungheria.
Giovanni I fu sepolto a Székesfehérvár (detta anche Albareale), dove avevano luogo le incoronazioni e si trovavano le tombe dei re ungheresi.

## Ascendenza
|                          |   |                         | Genitori                       |  |  | Nonni |  |  | Bisnonni                            |  |  | Trisnonni |  |
|                          |   |                         |                                |  |  |       |  |  | János Zápolya, signore di Borostyan |  |  | …         |  |
|                          |   |                         |                                |  |  |       |  |  | János Zápolya, signore di Borostyan |  |  | …         |  |
|                          |   | …                       |                                |  |  |       |  |  | János Zápolya, signore di Borostyan |  |  |           |  |
| László Zápolya           |   |                         |                                |  |  |       |  |  | János Zápolya, signore di Borostyan |  |  |           |  |
|                          |   | …                       | …                              |  |  |       |  |  |                                     |  |  |           |  |
|                          |   | …                       | …                              |  |  |       |  |  |                                     |  |  |           |  |
|                          |   | …                       | …                              |  |  |       |  |  |                                     |  |  |           |  |
| István Zápolya           |   | …                       |                                |  |  |       |  |  |                                     |  |  |           |  |
|                          |   | Boleslao I di Teschen   | Premislavo I Noszak di Teschen |  |  |       |  |  |                                     |  |  |           |  |
|                          |   | Boleslao I di Teschen   | Premislavo I Noszak di Teschen |  |  |       |  |  |                                     |  |  |           |  |
|                          |   | Boleslao I di Teschen   | Elisabetta                     |  |  |       |  |  |                                     |  |  |           |  |
| Dorottya                 |   | Boleslao I di Teschen   |                                |  |  |       |  |  |                                     |  |  |           |  |
|                          |   | Eufemia Mazowiecka      | …                              |  |  |       |  |  |                                     |  |  |           |  |
|                          |   | Eufemia Mazowiecka      | …                              |  |  |       |  |  |                                     |  |  |           |  |
|                          |   | Eufemia Mazowiecka      | …                              |  |  |       |  |  |                                     |  |  |           |  |
| Giovanni II d'Ungheria   |   | Eufemia Mazowiecka      |                                |  |  |       |  |  |                                     |  |  |           |  |
|                          | … | …                       |                                |  |  |       |  |  |                                     |  |  |           |  |
|                          | … | …                       |                                |  |  |       |  |  |                                     |  |  |           |  |
|                          | … | …                       |                                |  |  |       |  |  |                                     |  |  |           |  |
| Premislavo II di Teschen | … |                         |                                |  |  |       |  |  |                                     |  |  |           |  |
|                          |   | …                       | …                              |  |  |       |  |  |                                     |  |  |           |  |
|                          |   | …                       | …                              |  |  |       |  |  |                                     |  |  |           |  |
|                          |   | …                       | …                              |  |  |       |  |  |                                     |  |  |           |  |
| Jadwiga Cieszyńska       |   | …                       |                                |  |  |       |  |  |                                     |  |  |           |  |
|                          |   | Boleslao IV di Varsavia | …                              |  |  |       |  |  |                                     |  |  |           |  |
|                          |   | Boleslao IV di Varsavia | …                              |  |  |       |  |  |                                     |  |  |           |  |
|                          |   | Boleslao IV di Varsavia | …                              |  |  |       |  |  |                                     |  |  |           |  |
| Anna Mazowiecka          |   | Boleslao IV di Varsavia |                                |  |  |       |  |  |                                     |  |  |           |  |
|                          |   | Barbara Olelkówna       | …                              |  |  |       |  |  |                                     |  |  |           |  |
|                          |   | Barbara Olelkówna       | …                              |  |  |       |  |  |                                     |  |  |           |  |
|                          |   | Barbara Olelkówna       | …                              |  |  |       |  |  |                                     |  |  |           |  |
|                          |   | Barbara Olelkówna       |                                |  |  |       |  |  |                                     |  |  |           |  |